# 석남사 수조
석남사수조(石南寺水槽)는 울산광역시 울주군 상북면, 석남사에 있는 조선시대의 수조이다. 1997년 10월 9일 울산광역시의 문화재자료 제4호로 지정되었다.

## 개요
석남사 내에 남아 있는 수조로, 스님들이 사용하는 물을 담아두는 곳이다. 석남사는 통일신라 현덕왕 16년(824) 도의국사가 창건하였으며, 지금은 비구니의 수도장으로 널리 알려져 있다.
수조는 일반적인 사각형의 형태와는 다르게 사각의 각 모서리를 둥글게 처리한 모습이며, 규모가 매우 큰 편이다. 각 면을 잘 다듬은 세련된 수법을 보이고 있어, 고려말·조선초에 만들었을 것으로 추측된다. 현재는 보호각을 세워 보존하고 있는데, 지금도 물을 담아 사용할 수 있을 만큼 보존 상태가 양호하다.

## 현지 안내문
수조는 나무나 돌로 만들어 물을 받아 두거나 사용하는 통으로 절에서 흔히 볼 수 있다. 이 수조는 고려 말에서 조선 초기에 만들어진 것으로 여겨지는데, 재료는 화강암이다.
석남사 수조는 길이 0.7m, 높이 0.9m, 너비 1m, 두께 14cm로 보통의 물통보다 훨씬 크다. 절에서 사용되는 수조는 일반적으로 직사각형이나, 이 수조는 모서리의 안과 밖을 둥글게 다듬어, 만들어내 형태의 아름다움이 돋보인다.

## 참고 자료
- 석남사수조 - 국가유산청 국가유산포털